# Pavagada
Pavagada is een panchayatdorp in het district Tumkur van de Indiase staat Karnataka. 

## Demografie
Volgens de Indiase volkstelling van 2001 wonen er 28.036 mensen in Pavagada, waarvan 51% mannelijk en 49% vrouwelijk is. De plaats heeft een alfabetiseringsgraad van 67%. 